# 1922 en Inde
Chronologie de l'Inde
- 1918
- 1919
- 1920
- 1921
- 1922
- 1923
- 1924
- 1925
- 1926

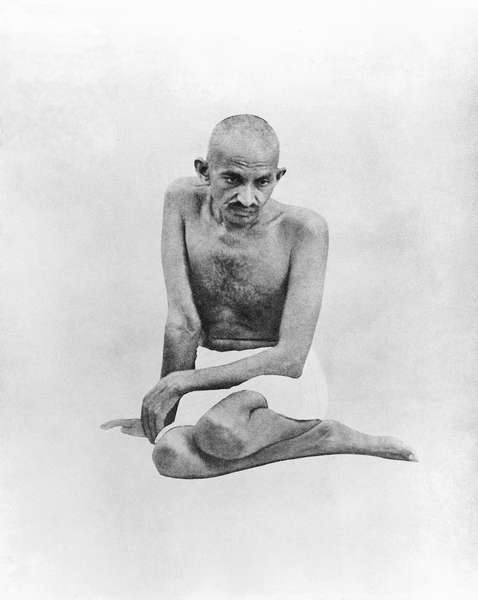
Le Mahatma Gandhi est arrêté à Bombay puis condamné à six ans de prison pour sédition (photo de 1924).

Cette page concerne les évènements survenus en 1922 en Inde  :

## Évènement
- Début des fouilles du Mohenjo-daro (redécouvert en 1919-1920).
- Proposition de table ronde indienne (en).
- 4 février : Incident de Chauri Chaura
- 11 mars : Le Mahatma Gandhi est arrêté à Bombay puis condamné, le 18 mars,  à six ans de prison pour sédition.
- 13 mars :  Le prince de Galles Édouard VIII inaugure le Prince of Wales Royal Indian Military College (en) à Dehradun, marquant ainsi la capitulation de l'Empire britannique face à la pression croissante en faveur de l'indianisation du cadre des officiers de l'armée indienne britannique.
- août : Début de la rébellion de Rampa (fin en mai 1924).

## Création
- 16e régiment Punjab
- Anandabazar Patrika (en), journal.
- Université de Delhi

## Dissolution
- Gorkhali (en), journal.

## Naissance
- Mohammed Fazal (en), personnalité politique.
- Bhimsen Joshi, chanteur.
- Ajit Khan (en), acteur.
- Har Gobind Khorana, biologiste.
- Dilip Kumar, acteur.
- O. Madhavan (en), acteur et réalisateur.
- Hrishikesh Mukherjee, réalisateur et producteur.
- Dina Pathak (en), actrice et activiste.
- Allu Ramalingaiah (en), acteur.
- Sayed Haider Raza, peintre.

## Décès
- Svāmī Brahmānanda (es), philosophe.
- Satyendranath Dutta (en), écrivain.
- Pertap Singh d'Idar, homme d'État et général de l'Inde, maharadjah de l'État princier d'Idar et d'Ahmadnaga.
- Abdus Samad Khan (en), personnalité politique.
- Ramabai Medhavi, écrivaine et féministe.
- C. Karunakara Menon (en), journaliste et personnalité politique.
- Ali Musliyar (en), activiste indépendantiste.
- C. V. Raman Pillai (en), romancier et scénariste.
- Lama Kazi Dawa Samdup, professeur et interprète.